# 당인리선
당인리선(唐人里線)은 당인리화력발전소의 무연탄 수송을 위해 용산선의 서강역과 당인리역을 잇던 철도이다. 1975년까지 2량짜리 동차를 이용하여 여객영업을 하였다. 여객 영업 중단 이후에도 발전소 물자 수송을 위해 존치하였지만, 발전소가 더 이상 무연탄을 이용하지 않게 되어 폐지되었다.

## 역사
- 1929년 9월 20일 : 용산선 세교리~당인리 간 개통[2]
- 1932년 10월 1일 : 방송소앞역 영업 개시
- 1944년 3월 31일 : 세교리역 폐지[3]
- 1974년 8월 15일 : 방송소앞역 폐지[4]
- 1974년~1980년 사이 : 용산선으로부터 노선 분리
- 1975년 8월 15일 : 여객영업 중단[출처 필요]
- 1980년 3월 1일 : 폐지[5]

## 역 목록
- 로마자 역명은 역 폐지 당시 로마자 표기법 기준.

| 역명     | 로마자 역명  | 한자 역명 | 역간거리 (km) | 영업거리 (km) | 접속 노선 | 소재지     | 소재지 | 비고        |
| -------- | ------------ | --------- | ------------- | ------------- | --------- | ---------- | ------ | ----------- |
| 서강     | Seogang      | 西江      | 0.0           | 0.0           | 용산선    | 서울특별시 | 마포구 |             |
| 세교리   | Saikyōri     | 細橋里    | 0.7           | 0.7           |           | 서울특별시 | 마포구 | 1944년 폐지 |
| 방송소앞 | Bangsongsoap | 放送所前  | 1.0           | 1.7           |           | 서울특별시 | 마포구 | 1974년 폐지 |
| 당인리   | Danginri     | 唐人里    | 0.7           | 2.4           |           | 서울특별시 | 마포구 |             |

## 폐선 이후의 활용
홍대 상권을 거쳐갔던 당인리선은 폐선 이후 방치되어 왔으나 2000년대 폐선된 자리에 걷고 싶은 거리(어울마당로)가 조성되어 매일 많은 사람들이 이용하고 있다.